# 허슬 플레이
허슬 플레이(hustle play)는 스포츠에서 팀 사기를 올려주는 몸을 사리지 않는 투지 넘치는 플레이 등을 의미한다. 
허슬 플레이에서 hustle의 의미는 effort and energy in playing a sport이며 주로 미국 영어에서 이런 의미로 사용되기 때문에 미국이 종주국인
농구, 야구, 미식축구 등에서 많이 사용된다.
덧붙여 hustle에는 a dishonest plan for getting money의 의미가 있기 때문에 hustling은 사기 도박을 의미한다.

## 참고 자료
- The greatest hustle plays in sports history